# Rhabditis gracilicauda
Rhabditis gracilicauda is een rondwormensoort uit de familie van de Rhabditidae. De wetenschappelijke naam van de soort is voor het eerst geldig gepubliceerd in 1876 door de Man.